# 白毛雷波槭
白毛雷波槭（学名：Acer leipoense sp. leucotrichum）为槭树科槭属下的一个亚种。

## 扩展阅读
- 維基物種上的相關：白毛雷波槭